# Tour de Saint Barthélemy
Pour les articles homonymes, voir Saint-Barthélemy.

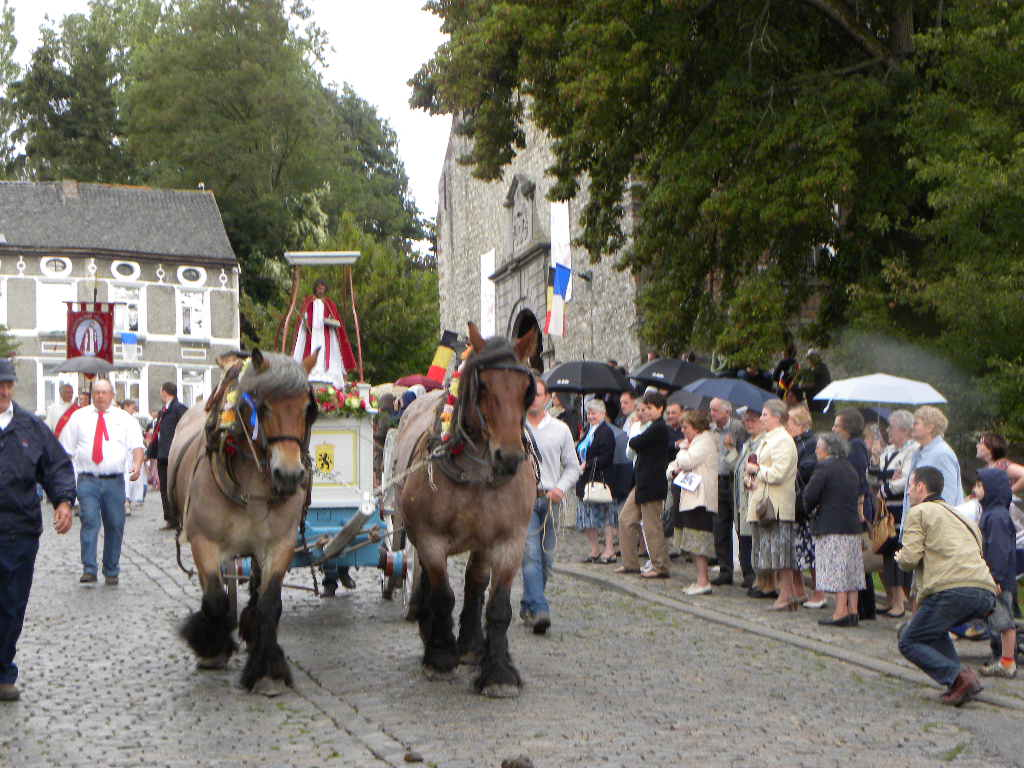
Départ du cortège en 2011.

Le Tour de Saint Barthélemy est une circumambulation se déroulant dans le village belge de Bousval en Brabant wallon, le premier dimanche qui suit le 24 août.

## Origine
La première mention de cette procession remonte à un texte latin de 1696, traduit quelques années plus tard en vieux français :  «La Paroiffe de Boufval eft fort etenduë ; les Seigneuries de la Baillerie, Bourdeau, la Motte, Wez, lez Alloux, en dependent et quelques autres dont nous parlerons en particulier. Les Seigneurs de Bousval et de la Baillerie ont alternativement la Collation de cette Cure ; ils partagent les dixmes avec le curé : Ce font les chevaux de la Baillerie qui ont le droit de porter la chaffe de St. Barthelemi le jour de la Dedicace de cette Eglife ».
Le culte de Saint Barthélemy à Bousval a été promu notamment par la générosité des Comtes van der Stegen de Bousval. Ceux-ci ont notamment offert le reliquaire en argent et laiton doré (troisième quart du XVIIIe siècle) qui contient un fragment d’os de Saint Barthélemy.

## Parcours
La statue du saint, posée sur un char en bois est promenée en procession à travers rue et champs sur un parcours de 5 km avec des haltes à sept chapelles :
- Sainte-Anne
- Saint-Joseph
- Saint-Donat
- Saint-Hubert
- Chapelle du calvaire
- Saint-Roch (au cimetière)
- Saint-Antoine-de-Padoue

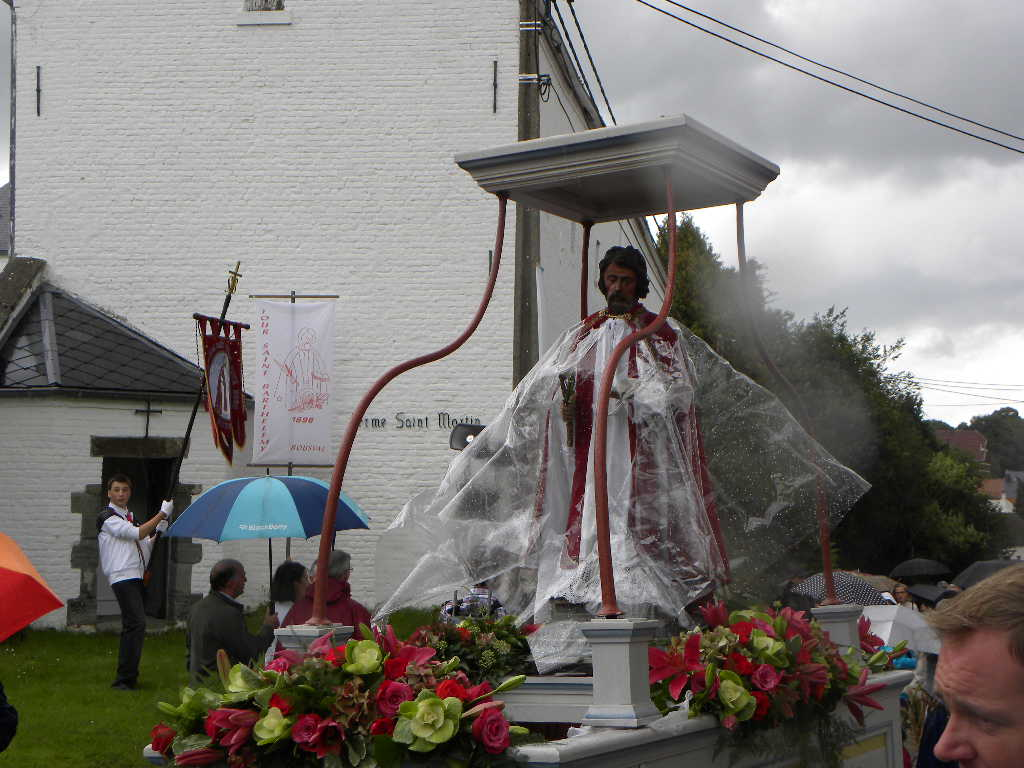
Chapelle à sainte Anne
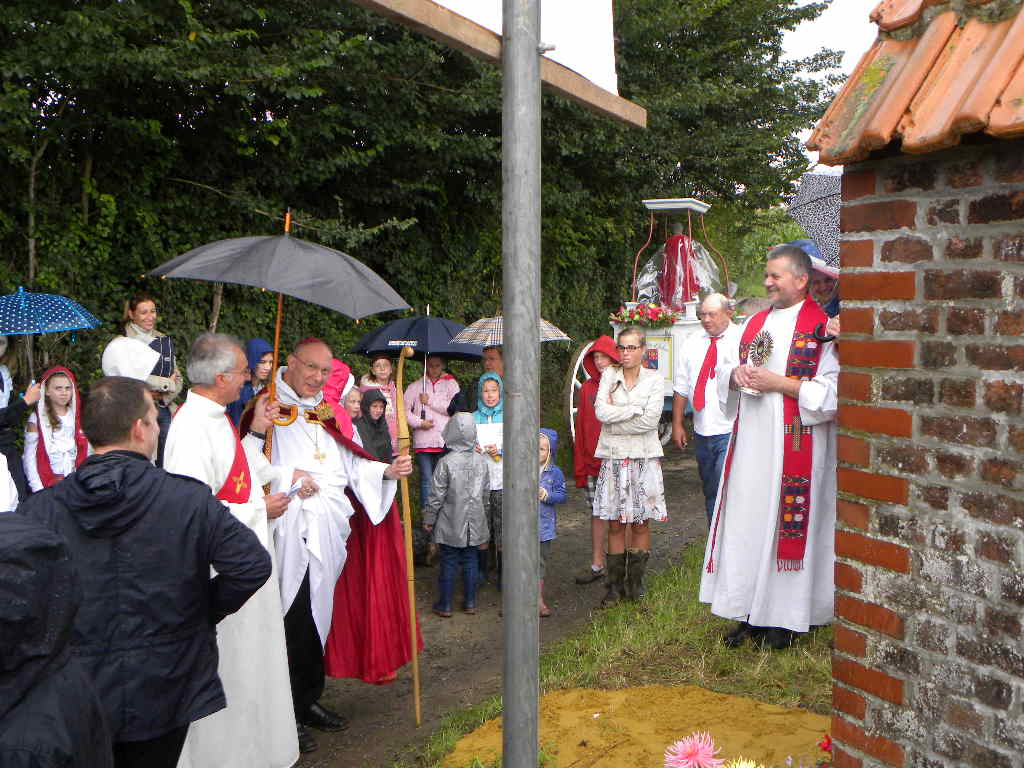
Deuxième chapelle
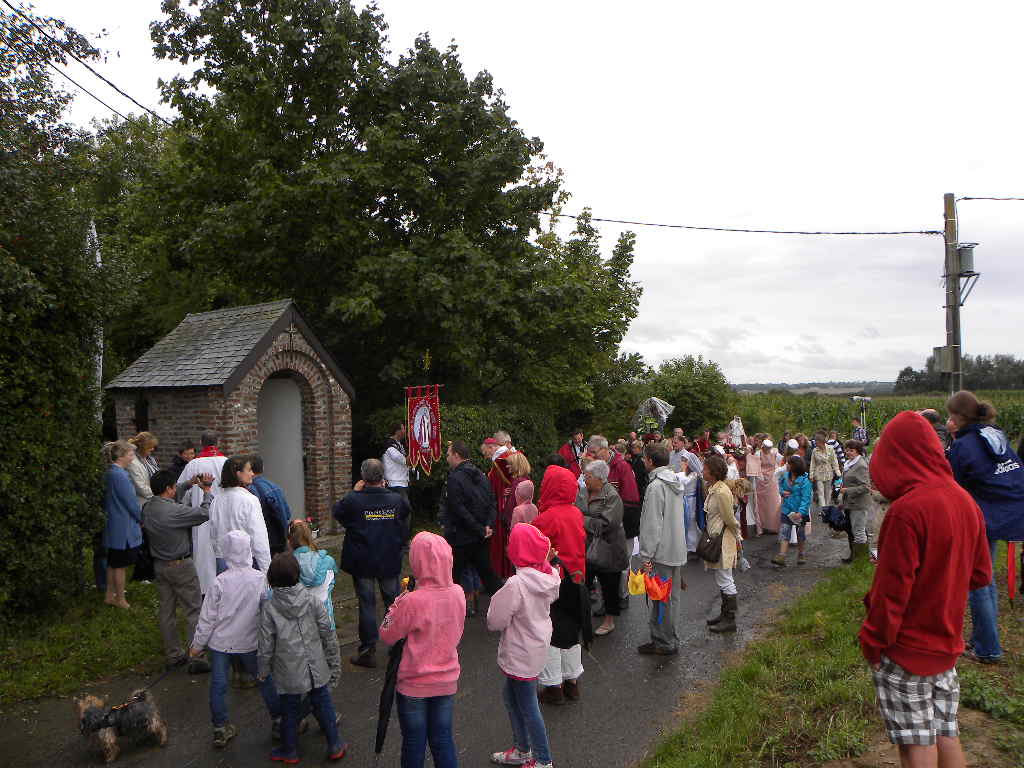
Troisième chapelle, chemin de Wavre
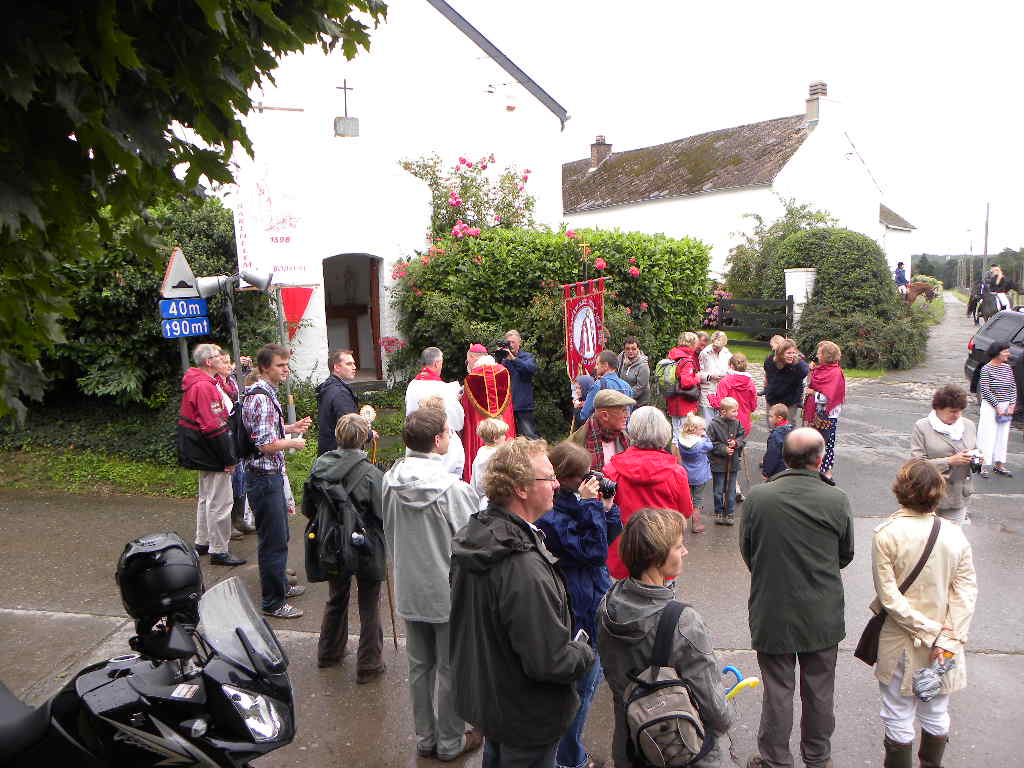
Quatrième chapelle, carrefour chemin de Wavre & Point du Jour
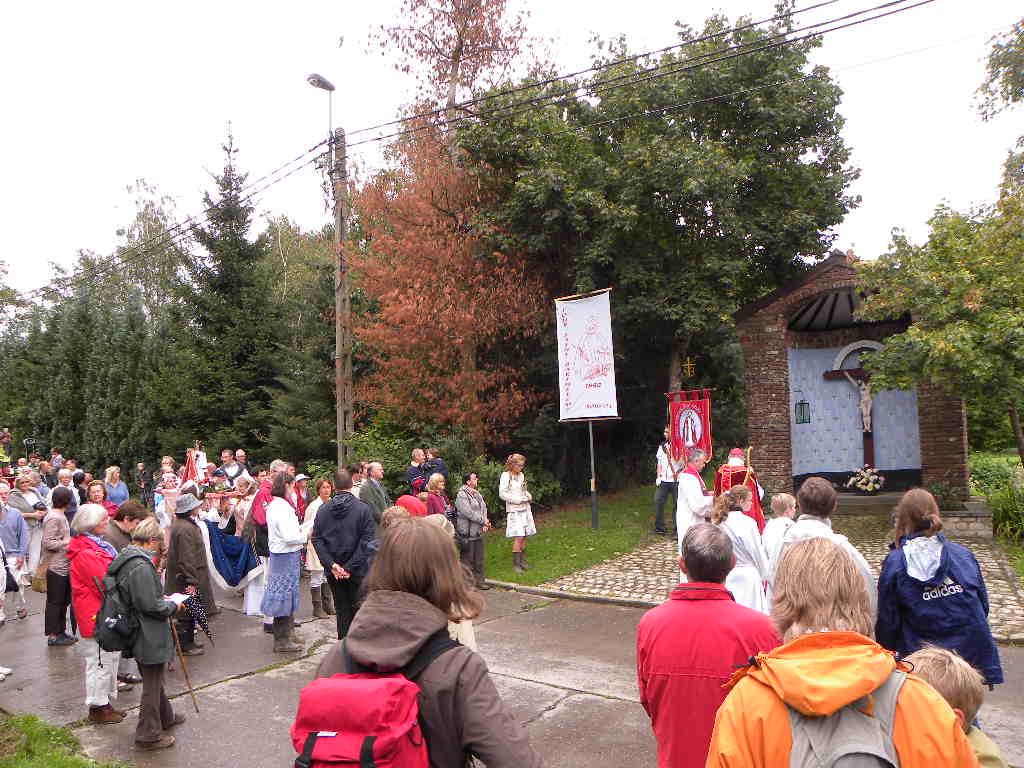
Cinquième chapelle, avenue Point du Jour
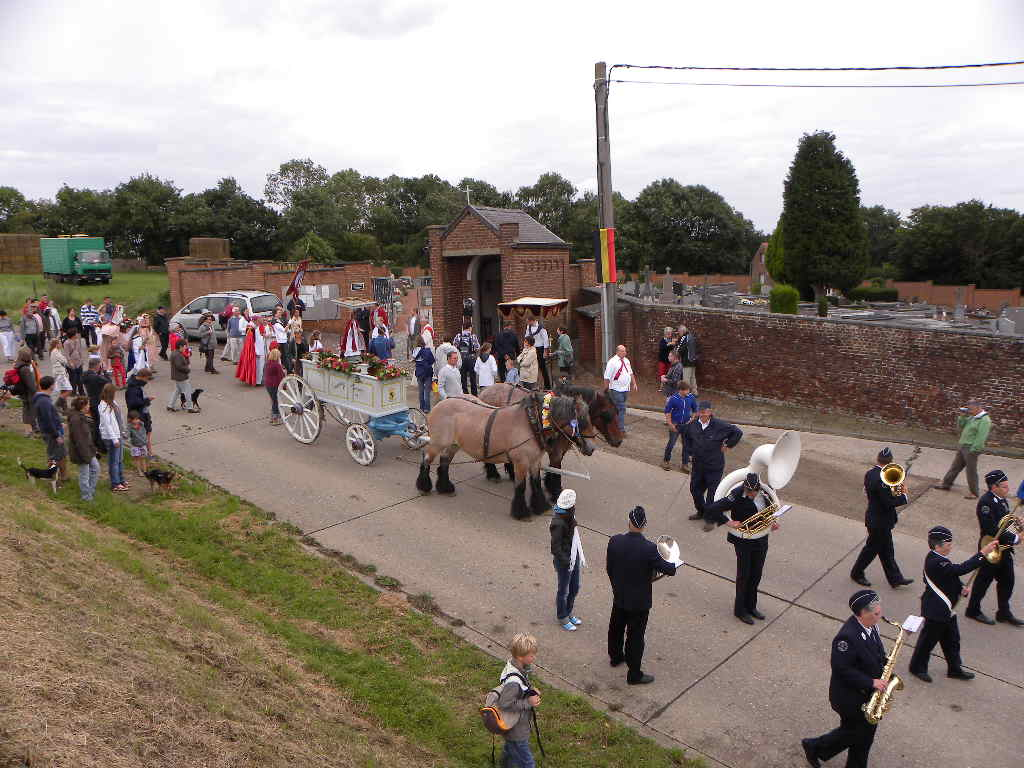
Chapelle du cimetière

La messe solennelle du dimanche à laquelle assiste les autorités communales ceints de leurs écharpes tricolores respectives se termine par la Brabançonne tandis qu'un membre du Comité a fait une allocution. Dans l'église, à la fin de l'office, une image pieuse de saint Barthélemy est remise aux personnes présentes. Le clergé change de tenue, quittant aubes et surplis d'apparat pour une chasuble de marche.
En quittant le parvis de l'église, le cortège emprunte l'avenue des Combattants (N237) vers Genappe, à la Ferme Saint Martin, il tourne à droite dans un sentier, rejoint le chemin du Thy, remonte à droite vers la rue de la Croix, passe sous le pont de la N25, prend à droite le chemin de Wavre, tourne à droite dans la rue du Point du Jour et la descend jusqu'au centre du village.
Aux deux dernières chapelles, la fin de la récitation des prières est suivi d'un sonnerie du clairon.

## Procession
Les cavaliers et les attelages ouvrent la marche. Ayant une allure plus élevée que le cortège, ils bouclent le tour bien à l'avance. La fanfare, le clergé, les fidèles, des villageois et des curieux forment le cortège qui est aussi composé d'un statue de Notre-Dame du Try-au-Chêne et de la vierge à l'enfant. On distingue aisément trois rythmes de marche : le pas cadencé de la fanfare qui prenant de l'avance fait des pauses; le pas du cheval tirant le Char qui lui aussi devance le pas des piétons et s'arrête avant de buter sur la fanfare; enfin celui des processionnaires.
La bénédiction des chevaux et des cavaliers a lieu au retour du char sur la place de l'église. Ensuite un vin d'honneur est offert aux personnes présentes par le Comité Organisateur et la Commune. En fin de journée un repas est organisé sous un chapiteau dressé à côté de l'église.
Si l'accompagnement musical de la messe est assuré par la fanfare Sainte Cécile de Lasne, le cortège est mené sur la partie carrossable de son parcours par la fanfare "Renouveau Musical de Genappe".

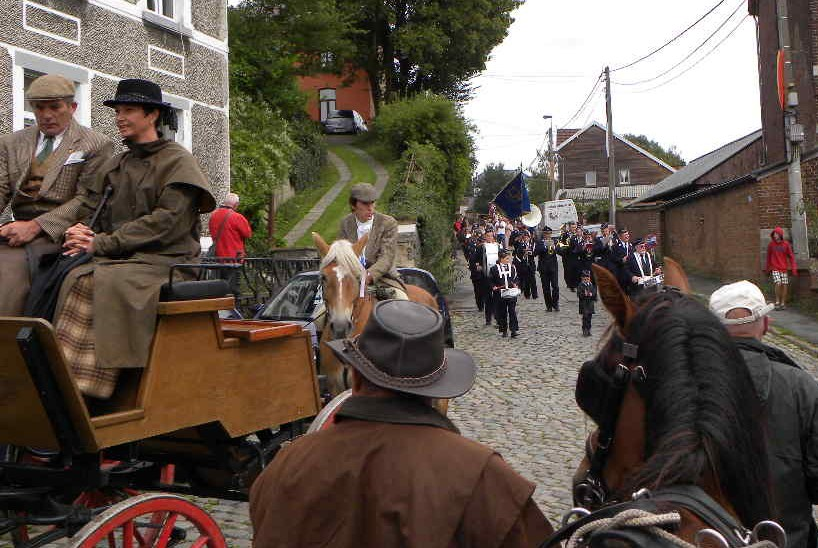
Cavaliers et attelage
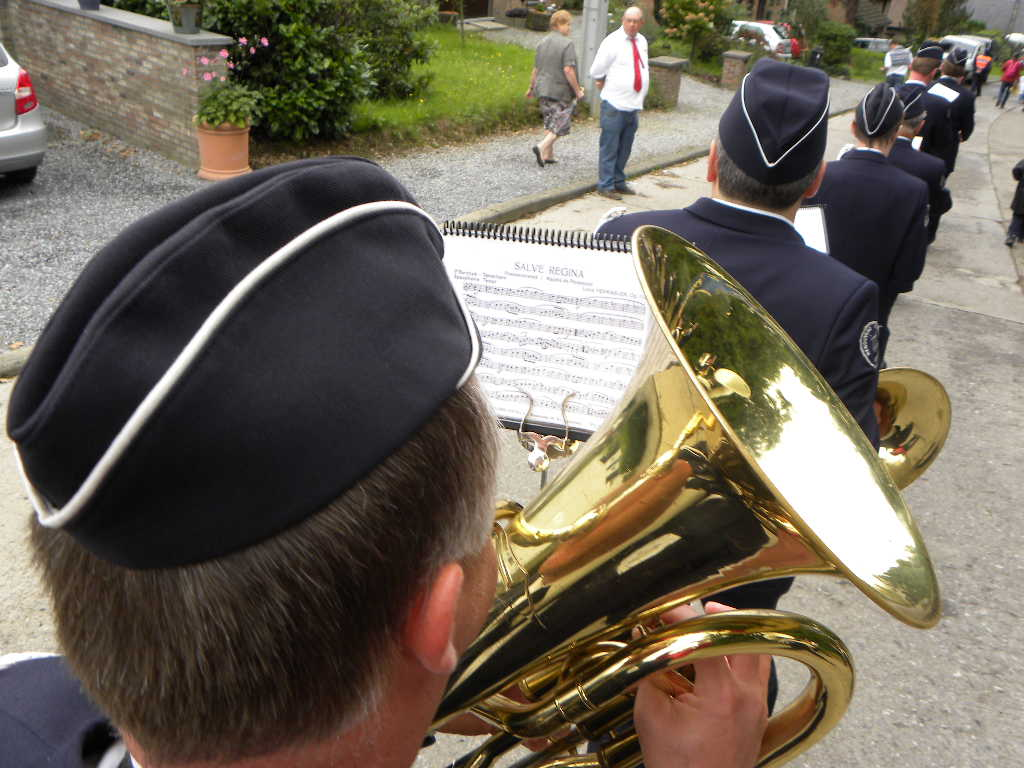
La fanfare
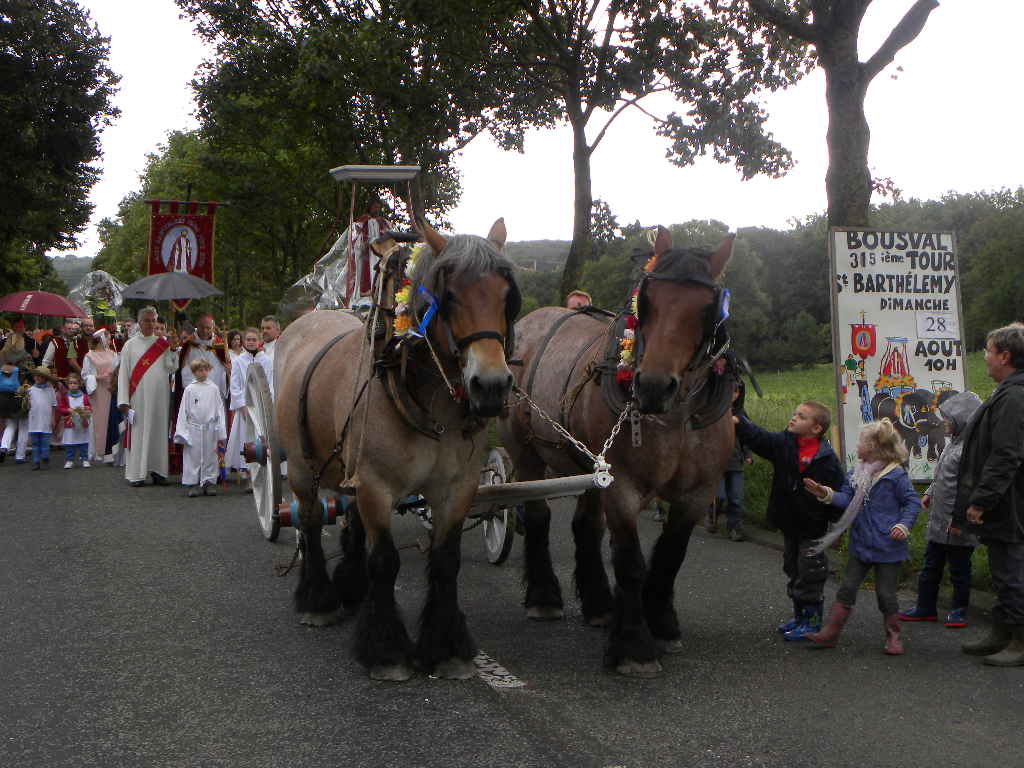
Le char
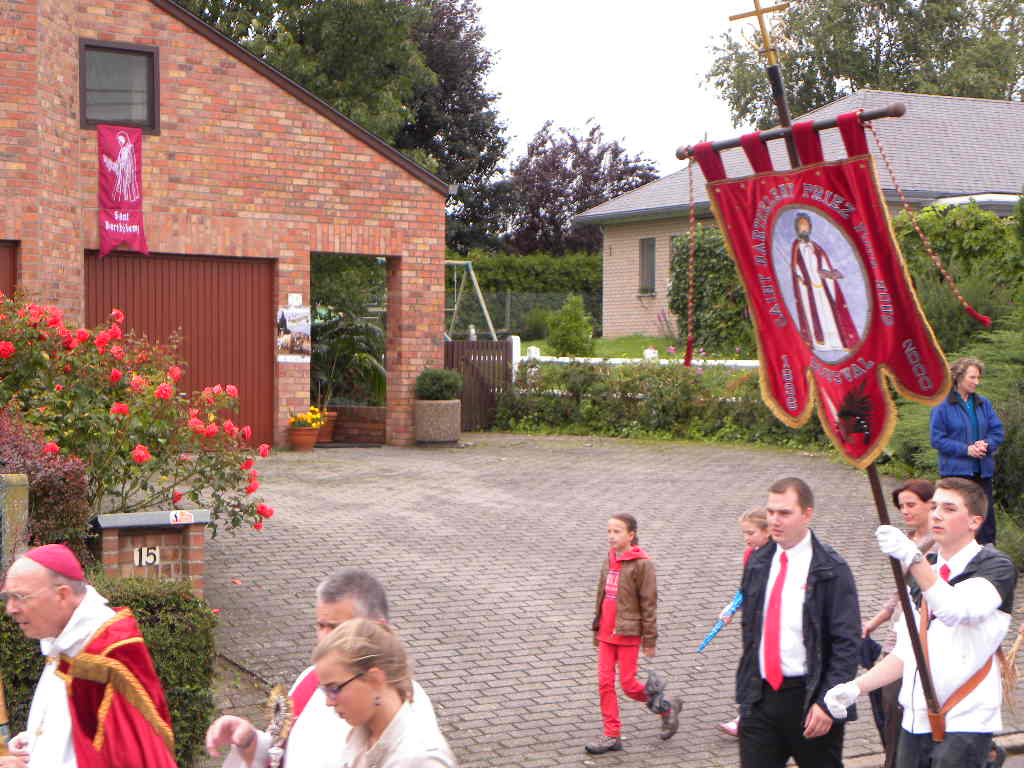
La bannière
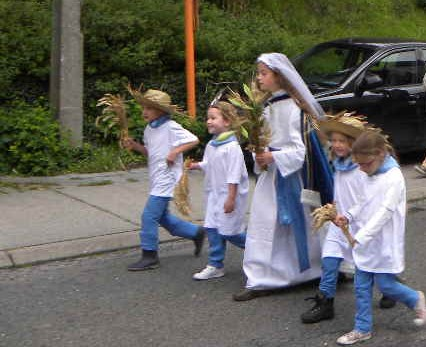
Les petits cultivateurs
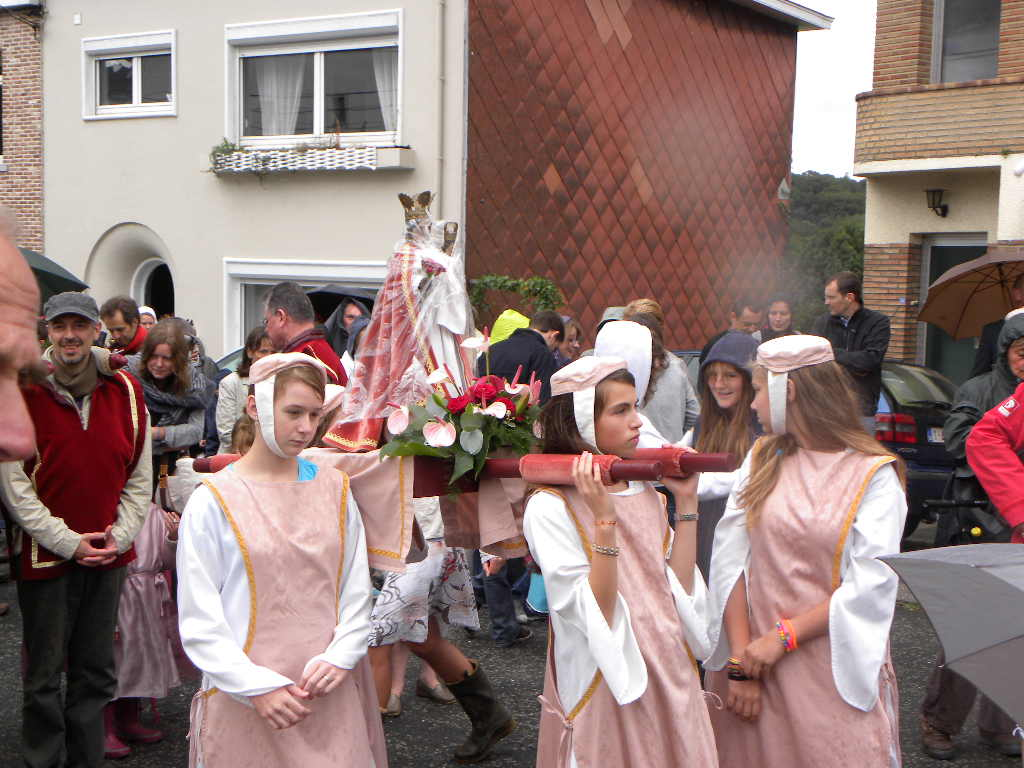
La Vierge et ses porteuses
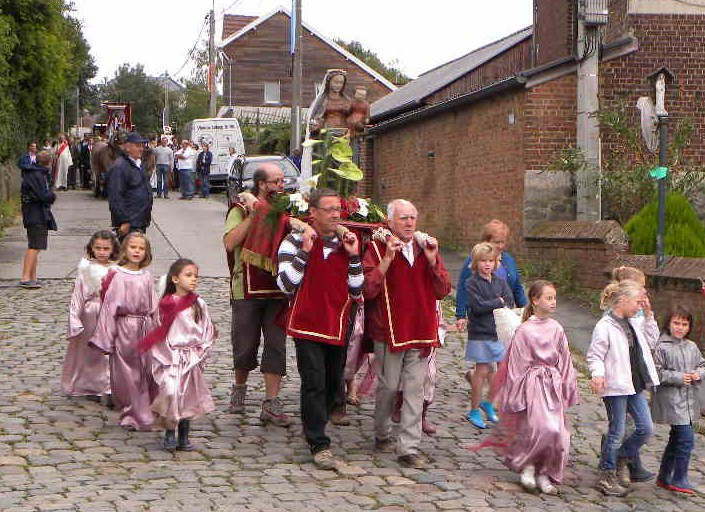
ND du Try au Chêne escortée par les "anges"
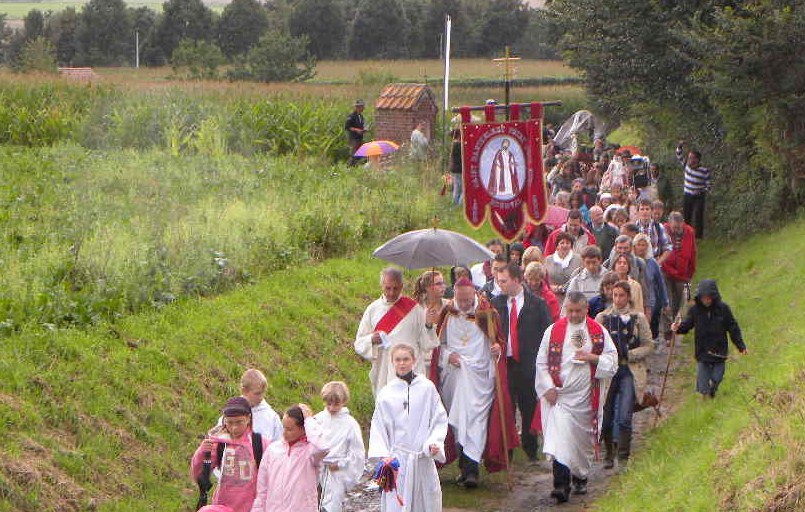
Le clergé et le St Sacrement
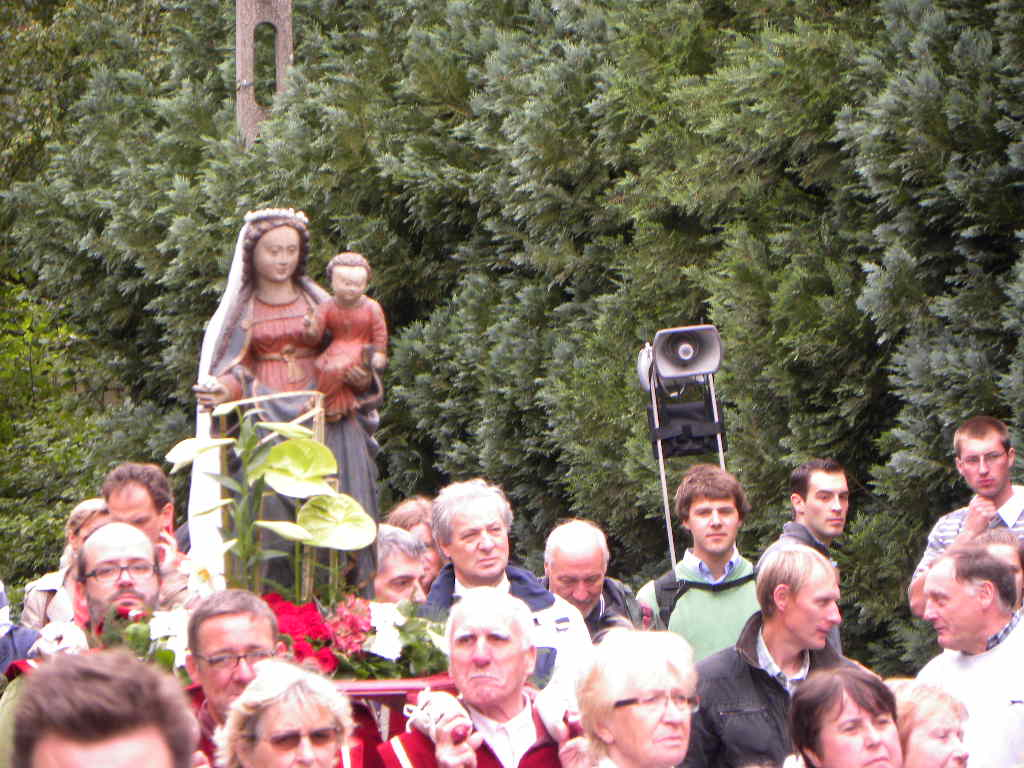
Les porteurs de la sonorisation

## Le char
Dans les années soixante on commença à atteler le char de St Barthélemy à un tracteur. En 1971, à l'instigation du curé, on renoua avec la traction chevaline,.

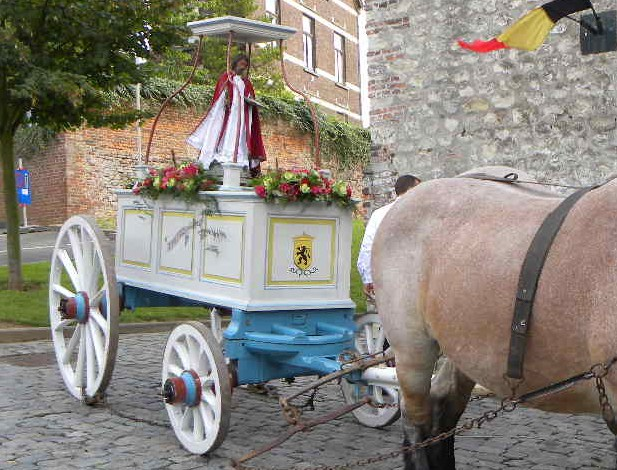
L'attelage au départ
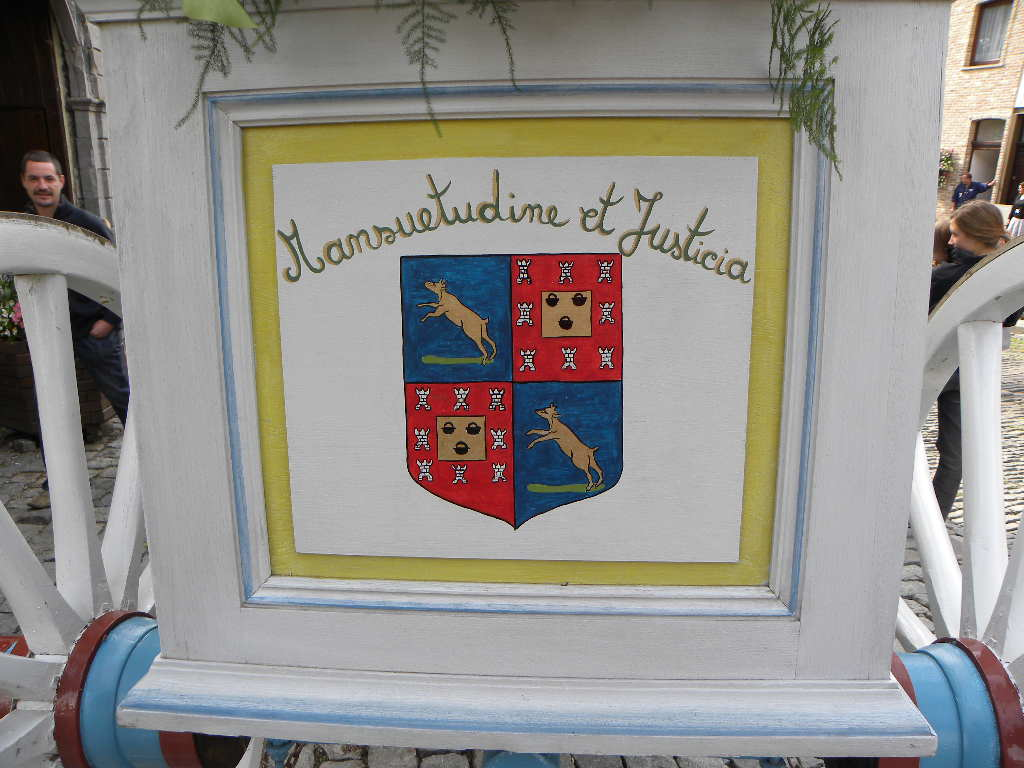
L'arrière du char
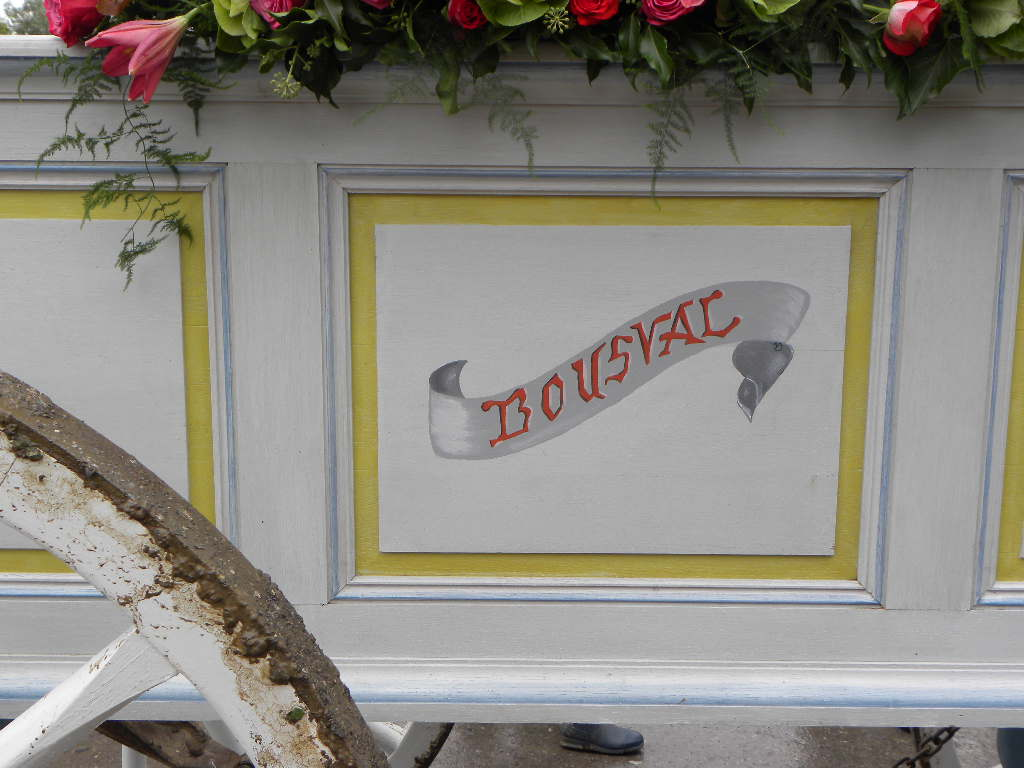
Vue latérale
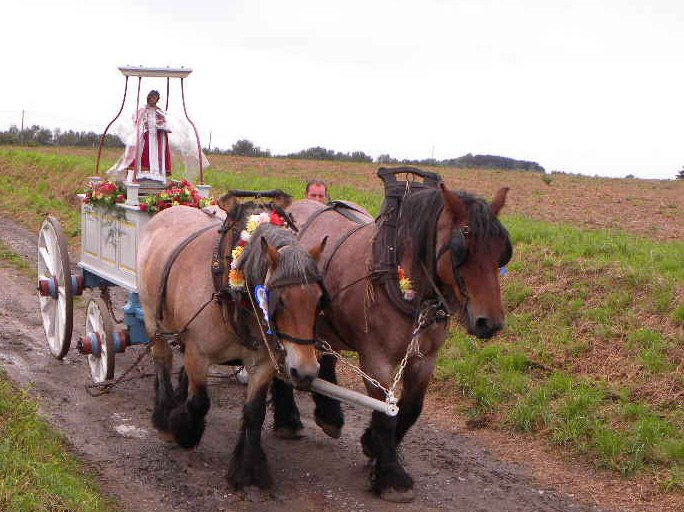
L'attelage en marche

Le tour est réputé se faire par beau temps. En 2011 il a plu sur la première moitié du parcours. Les habitués ont alors signalé que la dernière pluie remontait au Tour de 1989. Une légende affirmait que le char resterait en panne s’il était tiré par les chevaux d’un autre propriétaire que le fermier de La Baillerie.

## Organisation
Un Comité de quelques membres veille à la bonne organisation du Tour et à ses finances.
En Wallonie, il n’y a plus que quatre paroisses où subsiste une procession avec un char tiré par des chevaux de trait :
Mons, Nivelles, Saintes et Bousval.

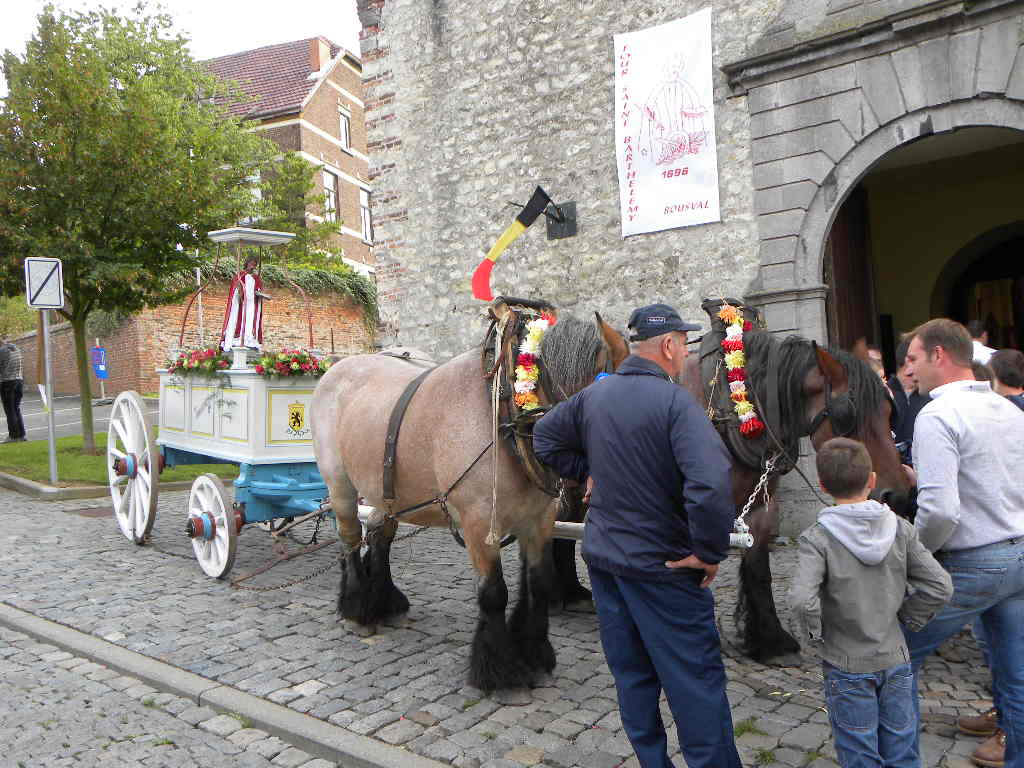
Le char avant le départ (315e tour, en 2011)
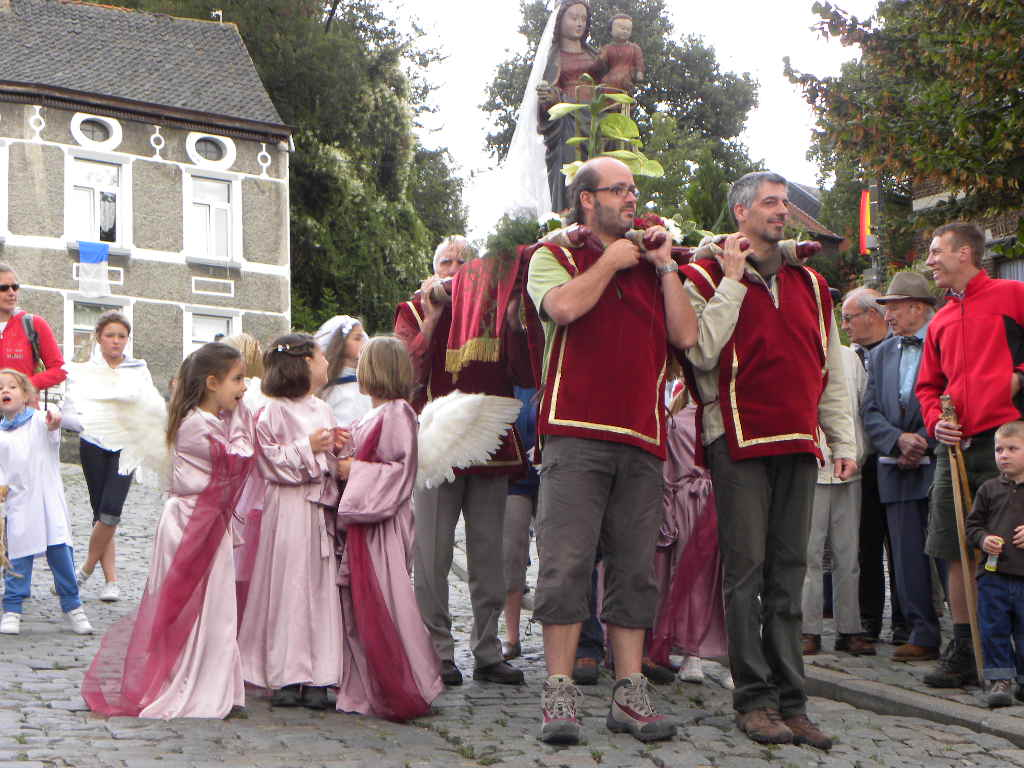
La statue de ND du Try-au-Chêne
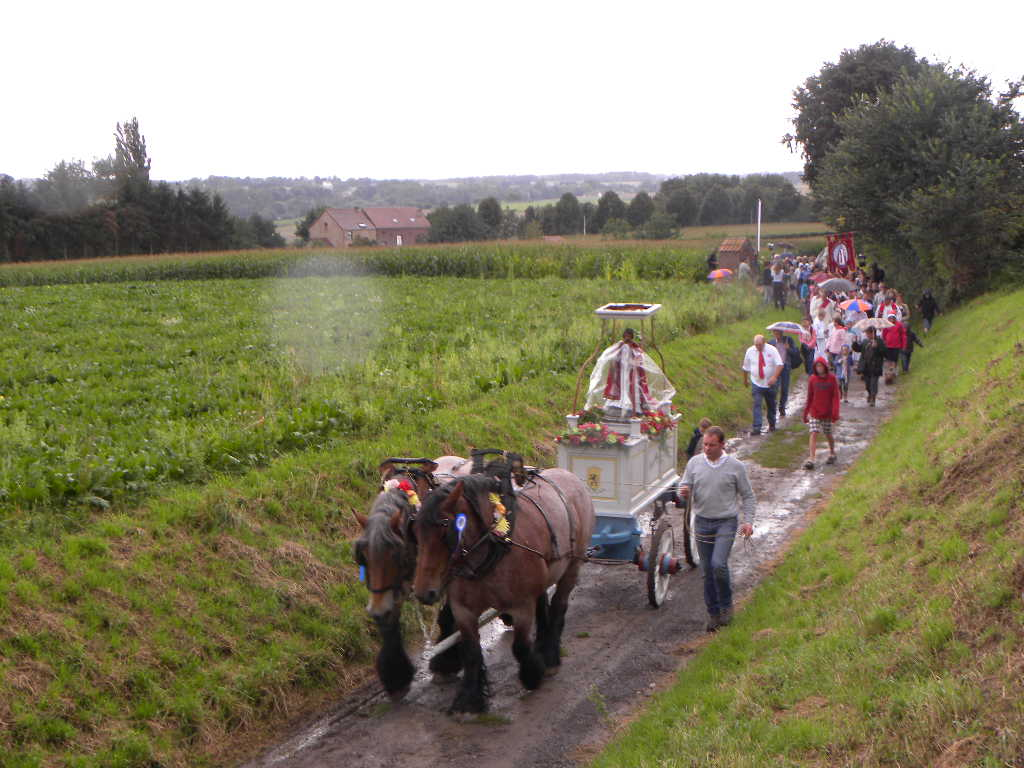
le Tour dans les champs
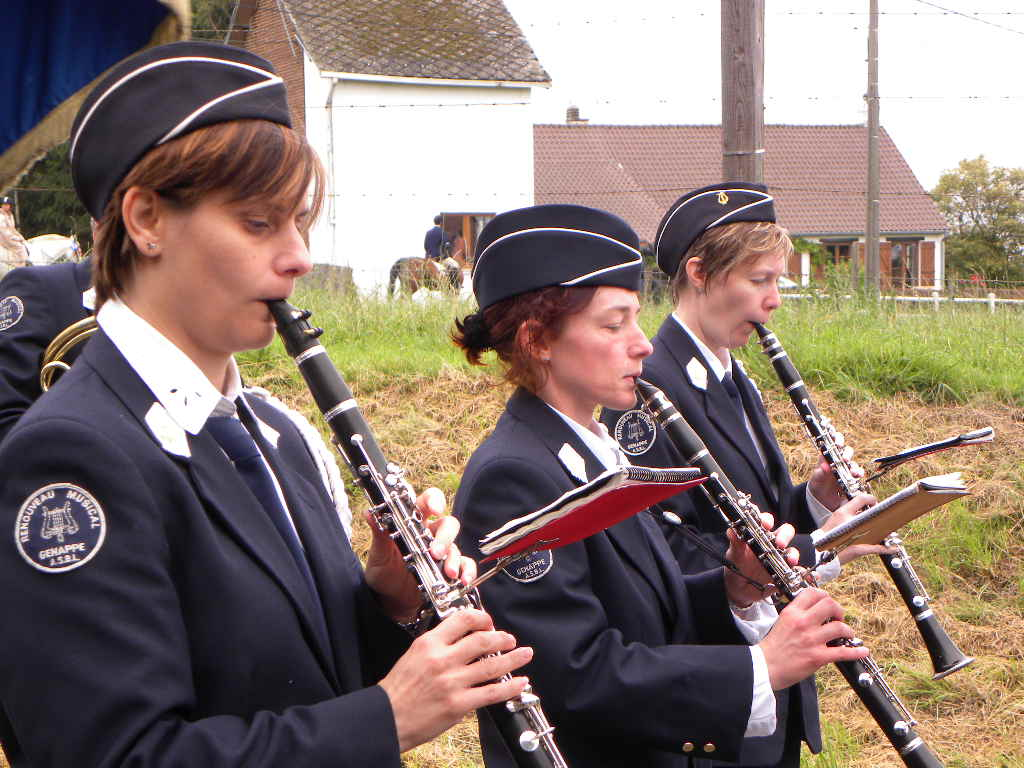
La fanfare de Bousval
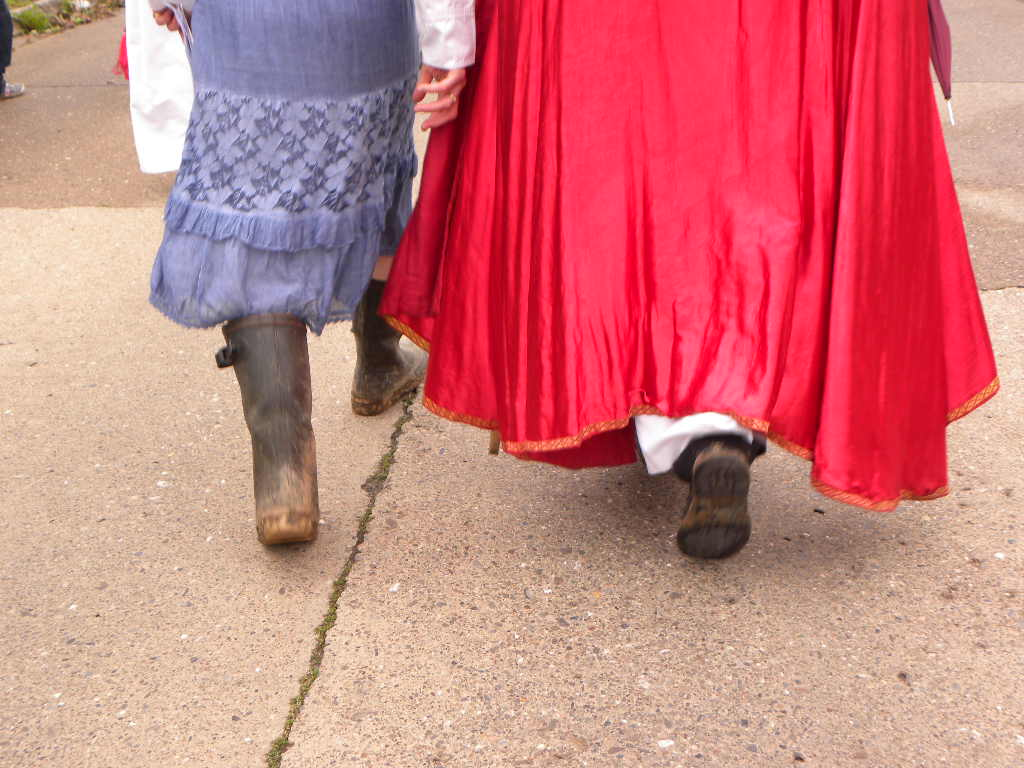
Couleurs du Tour
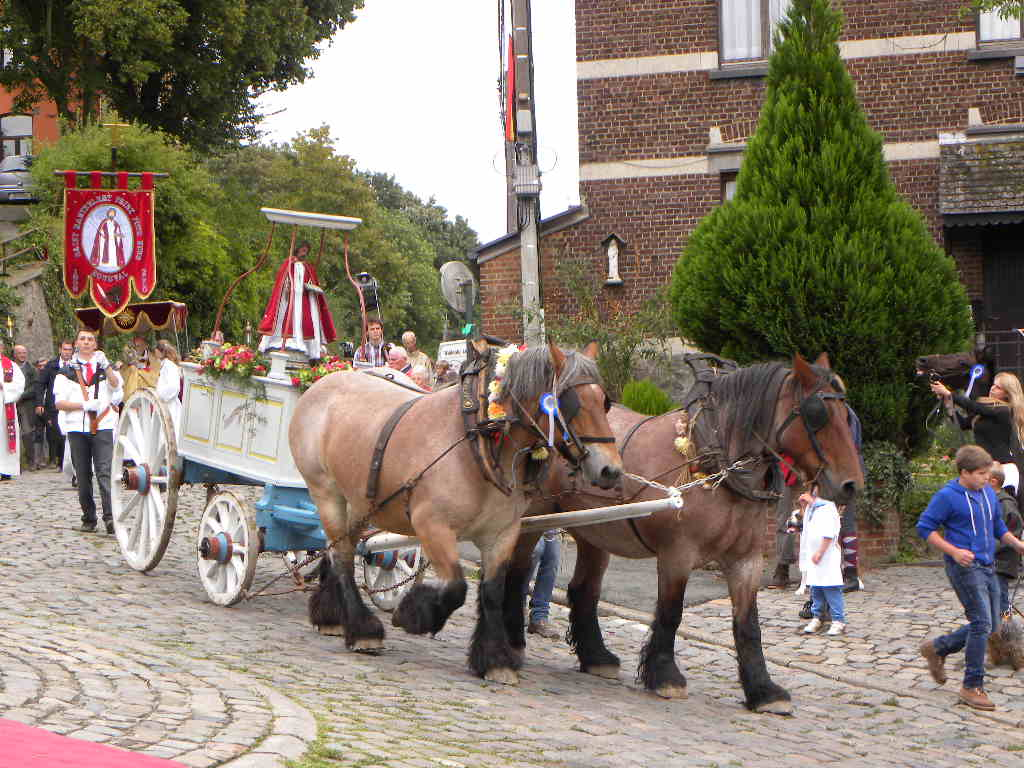
Retour sur la place de l'église
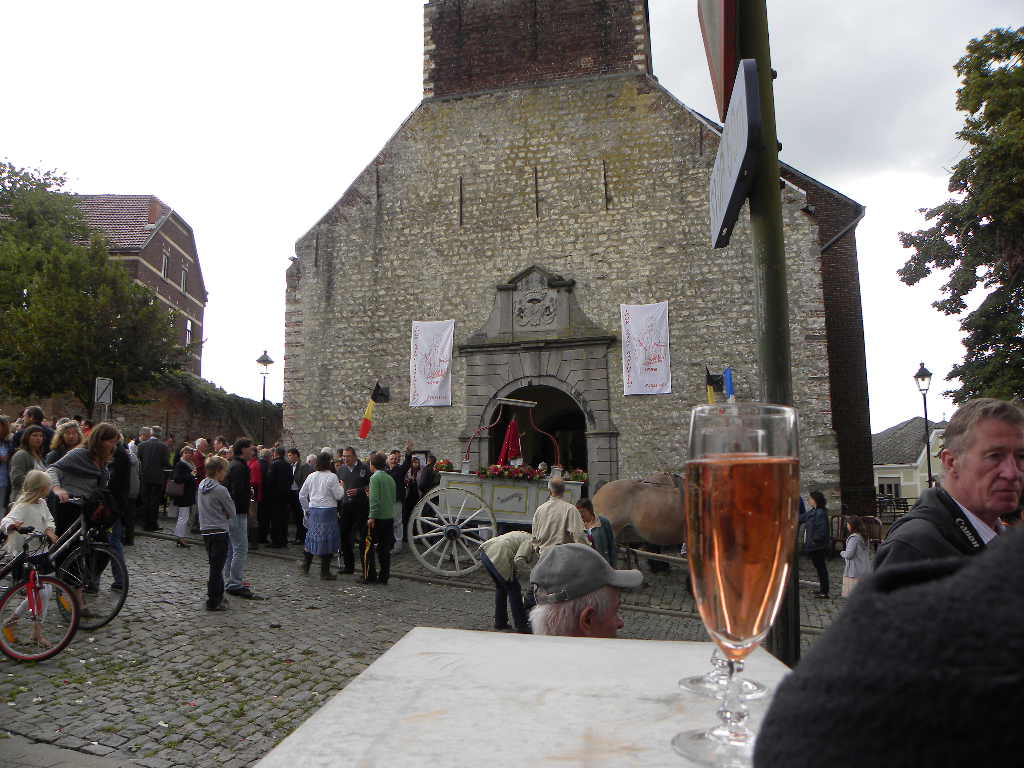
Apéritif villageois

## Sources
- Wallonia, recueil de littérature orale. Amis de l'Art Wallon, 1906
- Charles Henneghien, Fêtes et traditions religieuses en Wallonie, 2007
- François Lempereur, Du doudou au remoudou: arts et traditions populaires de Wallonie. 1999
- Catherine Moreau, Le Tour Saint-Barthélemy. Le Soir Vendredi 25 août 1989 p. 13
- Catherine Moreau, Genappe, Fête de Saint-Barthélemy Tradition et regards d'artistes. Le Soir Samedi 21 août 1999 p. 18
- Catherine Moreau, Bousval Tour Saint-Barthélemy Le souvenir des sédentaires. Le Soir Samedi 24 août 2002 p.14